# Province de Hamedan
Hamedan (persan : همدان ) est une des 31 provinces d'Iran. Sa capitale est la ville de Hamedan. La province couvre une superficie de 19 546 km2. En 1996, la province de Hamedan avait une population d'approximativement 1,7 million de personnes. 
Les autres grandes villes de la province sont Tuyserkan, Nahavand, Malayer, Asadabad, Bahar, Razan, Kabudrahang.

## Géographie

Comtés de Hamedan

La province est située dans une région en altitude, dans la chaîne des monts Alvand, s'étendant du nord-ouest au sud-ouest. Cette chaîne fait partie des monts Zagros.
La province a un climat continental avec des été chauds et des hivers relativement froids.

## Démographie
Cette province accueille quatre groupes etnhiques : les Perses qui constituent l'ethnie majoritaire de la région, les Azéris (principalement dans le nord de la province) les Kurdes surtout au nord-ouest et les Lors (dans les régions du sud et de l'ouest).

## Histoire

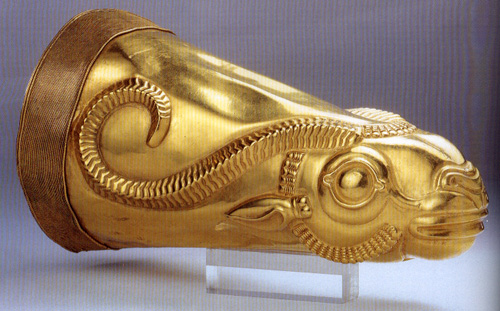
Rhyton en Or, Période Achéménide, trouvé à Hamedan.

La province d'Hamedan est une des plus anciennes parties d'Iran et de sa civilisation. Les vestiges trouvés dans cette région le confirme. Aujourd'hui, Hamedan est ce qui reste d'Ecbatane, la capitale des Mèdes avant de former une union avec les persans. Le poète Ferdowsi dit qu'Ecabatane a été bâtie par le Roi Jamshid.
D'après les documents historiques, il existait dans cette ville un château du nom de Haft Hessar (Sept Enceintes), qui avait un millier des pièces et dont la grandeur était équivalente à celle de la tour de Babylone.
Les structures de la ville sont liées à Diya Aku, Roi des Mèdes à partir de 700 av. J.-C.. D'après les textes grecs, ce territoire était appelé Ekbatan et Hegmataneh par ce roi, qui l'a transformé en une énorme capitale.
Pendant la période Parthe, Ctésiphon est devenu capitale de la Perse, et Hamedan est devenu la capitale d'été des dirigeants Parthes. Après les Parthes, les Sassanides ont aussi construit leurs palais d'étés à Hamedan.[réf. nécessaire]
En 633, quand a eu lieu la bataille de Nahavand, Hamedan est tombée aux mains des envahisseurs Arabes, à un moment où l'importance de la ville était en déclin. Pendant la dynastie Bouyide, la ville a souffert de très importants dommages. Au XIe siècle, les Seldjoukides ont de nouveau transféré leur capitale de Bagdad à Hamedan.
La ville de Hamedan qui a toujours été conquise en fonction de l'ascension d'une dynastie ou de la chute d'une autre a été complètement détruite après l'invasion des Timourides. Mais pendant l'époque Safavide, la cité a de nouveau prospéré. Par la suite, au XVIIIe siècle, la ville de Hamedan s'est rendue aux Ottomans, mais reprise par Nâdir Châh Afchar, et suivant le traité de paix entre l'Iran et les Ottomans, elle retourna à l'état Perse.
La ville de Hamedan se trouve sur la Route de la soie et a connu, même dans les siècles récents, des développements significatifs dans le commerce et les échanges car elle est située au cœur des réseaux routiers de l'ouest de l'Iran.

## Hamedan aujourd'hui

### Universités
1. Université Avicenne
2. Université des sciences médicales de Hamedan
3. Université Islamique Libre de Hamedan
4. Université islamique libre de Toyserkan

### Attractions
L'Organisation de l'héritage culturel de l'Iran répertorie 442 sites d'importance historique et culturelle situés dans la province, en faisant une province riche en sites historiques.
Les sites parmi les plus populaires sont:
1. Tombe du poète Baba Taher
2. Inscriptions du Ganj Nameh de Darius Le Grand
3. Tombe de Esther et Mordechai
4. Grotte Ali Sadr (Ardeles)
5. Tombe d'Avicenne
6. Chute d'eau du Ganjnameh
7. Mausolée Gombad-e-Alavian